# Sporting Pombal
Der Sporting Clube de Pombal ist ein portugiesischer Fußballverein aus Pombal im Distrikt Leiria.

## Geschichte und Hintergrund
Sporting Pombal gründete sich im 22. Oktober 1922 als lokale Filiale von Sporting Lissabon, der Klub spielte anschließend in der Distriktmeisterschaft und gewann dort 1937 den Titel. Bei der Einführung des überregionalen Ligaspielbetriebs verblieb der Klub in der regionalen Meisterschaft. 1970 schaffte die Mannschaft den Aufstieg in die Terceira Divisão, wo die Mannschaft sich vier Spielzeiten hielt. 1980 gelang der Wiederaufstieg, dieses Mal hielt sie sich drei Spielzeiten in der Drittklassigkeit. 1990 erreichte der Klub erneut die nun nach einer Ligareform viertklassige Serie, wo er sich etablierte und 1999 in die drittklassige Segunda Divisão B aufstieg. Auch hier setzte sich der Verein in der Folge fest, ehe 2007 gemeinsam mit CA Mirandense und AD Portomosense ein Abstiegsplatz belegt wurde.
2010 gelang Sporting Pombal als Viertligameister vor Anadia FC der Wiederaufstieg in die Segunda Divisão B. Auf dem zwölften Platz liegend verpasste der Klub dort jedoch in der Drittliga-Spielzeit 2010/11 den Klassenerhalt. Im Zuge einer Ligareform 2013 rutschte der Klub in den regionalen Ligabetrieb ab und konnte 2014 in die neue drittklassige Campeonato Nacional de Seniore für eine Spielzeit aufstiegen. 2024 gelang der Wiederaufstieg in die in Campeonato de Portugal umbenannte nun vierthöchste Spielklasse.